# Extraterritoriale Staatenpflichten
Extraterritoriale Staatenpflichten (englisch extraterritorial obligations, kurz ETOs) bezeichnen die Verpflichtungen eines Staates, die Menschenrechte auch außerhalb seiner Staatsgrenzen zu achten, zu schützen und zu gewährleisten.

## Hintergrund
Universalität ist eines der grundlegenden Prinzipien der Menschenrechte. Entsprechend heißt es in Artikel 1 der Allgemeinen Erklärung der Menschenrechte: „Alle Menschen sind frei und gleich an Würde und Rechten geboren.“ Die Verantwortung die Menschenrechte zu achten, zu schützen und zu gewährleisten, liegt nach wie vor zunächst bei Staaten, da Völkerrecht vornehmlich Staatenrecht ist. Entsprechend werden traditionellerweise die menschenrechtlichen Staatenpflichten nur auf das jeweilige Staatsgebiet bezogen. Der Menschenrechtsschutz endet damit zunächst an den Grenzen eines Landes. Für die bürgerlichen und zivilen Menschenrechte wird angenommen – dem Wortlaut des VN-Zivilpakts, sowie der Amerikanischen und Europäischen Menschenrechtskonvention entsprechend –, dass sie extraterritoriale Staatenpflichten ausschließlich begründen, wenn eine Hoheitsgewalt bzw. Herrschaftsgewalt über ein extraterritoriales Gebiet besteht. Weitergehende Interpretationen gibt es auch, wie z. B. eine Empfehlung des VN-Menschenrechtsausschusses.
Der VN-Sozialpakt für wirtschaftliche, soziale und kulturelle Menschenrechte (WSK-Rechte) kennt die einschränkenden Bedingungen von Territorium und Hoheitsgewalt hingegen nicht. Die Rechte und Freiheiten werden allen Menschen überall zugesichert. Dass die Staatenpflichten universell gelten, wird dabei nicht explizit festgeschrieben; sie werden andererseits auch nicht begrenzt. Der Vertrag betont nur in Artikel 2.1. die Bedeutung internationaler Kooperation: „Jeder Vertragsstaat verpflichtet sich, einzeln und durch internationale Hilfe und Zusammenarbeit, […] die volle Verwirklichung der in diesem Pakt anerkannten Rechte zu erreichen.“ Auch in Artikeln 11 und 12 verpflichten sich die Staaten nach ihren Einflussmöglichkeiten und durch Kooperation zur globalen Verwirklichung der Vertragsziele beizutragen.
Dies hat weitreichende Folgen für Anspruch und Wirklichkeit des Schutzes der WSK-Rechte. Durch die Globalisierung haben Staaten zunehmend internationalen Einfluss, zum Beispiel durch Handelsabkommen oder globale Produktionsketten (Auslagerung von Produktionsstandorten, Rohstoffgewinnung im Ausland etc.). Staaten und Unternehmen profitieren von diesem weltweiten Austausch, verletzen dabei jedoch häufig die die wirtschaftlichen, sozialen und kulturellen Rechte in den entsprechenden extraterritorialen Gebieten. So kann das Handeln eines Staates, der zwar im eigenen Staatsgebiet die Menschenrechte schützt, durch seine Außenwirtschaftspolitik in anderen Ländern zu massiven Menschenrechtsverletzungen beitragen.
Das traditionelle Verständnis im Völkerrecht von territorial verstandener Staatenpflichten müsste sich der De-facto-Reichweite staatlichen Handelns in der globalisierten Welt anpassen, um der Universalität der Menschenrechte effektiv gerecht zu werden.

## Völkerrechtliche Debatte
Inzwischen gibt es eine zunehmende Debatte, inwieweit Staaten menschenrechtliche Verpflichtungen gegenüber Menschen außerhalb ihres Hoheitsgebiets haben. Die Verantwortung der Staatenpflicht ist dabei durchaus graduell zu verstehen und kann nach Achtungs-, Schutz- und Gewährleistungspflicht differenziert werden. Dass Staaten in ihren bilateralen und multilateralen Beziehungen eine menschenrechtliche Achtungspflicht entsprechend dem Do-no-harm-Ansatz haben, wird von vielen Völkerrechtlern inzwischen anerkannt.
Extraterritoriale Schutz- und Gewährleistungspflichten hingegen, die für einen Staat bedeuten, extraterritoriale Menschenrechtsverletzungen durch Dritte zu beenden bzw. andere Staaten bei der Umsetzung von wirtschaftlichen, sozialen und kulturellen Menschenrechten zu unterstützen, sind kontextabhängig unterschiedlich weit etabliert. Grundsätzlich hatten sich schon 1970 die Vereinten Nationen das Ziel gesetzt, dass alle Industriestaaten 0,7 % des nationalen Bruttosozialprodukts zur Entwicklungshilfe und somit auch zur Gewährleistung der universellen Menschenrechte bereitstellen sollten. Diese Entwicklungszusammenarbeit gilt es dem VN-Sozialpakt gemäß an der Erfüllung der Menschenrechte und insbesondere dem menschenrechtlichen Grundprinzip der Nichtdiskriminierung auszurichten. Eine extraterritoriale Schutzpflicht der Staaten für die Menschenrechte sehen bislang sowohl die Vertragsorgane der Vereinten Nationen wie auch einige Völkerrechtler bei der Vermeidung und Ahndung von wirtschaftsbezogenen Menschenrechtsverletzungen im Ausland durch Unternehmen. Durch die Etablierung menschenrechtlicher Sorgfaltspflichten für private Akteure und die Kontrolle ihrer Einhaltung, könnten Staaten auf ihrem eigenen Hoheitsgebiet dafür Sorge tragen, dass Wirtschaftsunternehmen im Ausland keine Menschenrechtsverletzungen begehen. Unmittelbaren Einfluss können hiesige Regierungen nehmen, wenn staatliche Unternehmen im Ausland tätig sind oder die Außenwirtschaftstätigkeit vom Staat finanziell gefördert wird, wie z. B. durch Hermesdeckungen.
Auch ist bislang offen, wie internationale Organisationen außerhalb der Vereinten Nationen (z. B. die WTO) verbindlich auf den Menschenrechtsschutz verpflichtet werden können.
Die wachsende Zahl von Befürwortern einer umfassenden Anerkennung extraterritorialer Staatenpflichten berufen sich u. a. auf zahlreiche Berichte und Positionen von UN-Ausschüssen und UN-Sonderberichterstattern, auf die Einschätzung von Völkerrechtlern, wie auch die Rechtsauslegung und Spruchpraxis von Organen regionaler Menschenrechtsschutzsysteme.
So stellte der Internationale Gerichtshof fest, dass extraterritoriale Staatenpflichten im Sinne des VN-Zivilpakts seien und auch der Europäische Gerichtshof für Menschenrechte entschied in Al-Skeini et al. vs. Vereinigtes Königreich, dass das Territorialitätsprinzip staatlicher Verantwortung soweit ausgeweitet werden kann, wie das staatliche Handeln reicht.
Damit ist zu erwarten, dass die Normenbildung zur extraterritorialen Verantwortung von Staat und Wirtschaft sowohl international als auch national voranschreitet und zunehmend auch rechtsverbindliche Abkommen sowie Kontrollinstrumente geschaffen werden.

## Konsortium für extraterritoriale Verpflichtungen
2007 gründete sich das Konsortium für extraterritoriale Verpflichtungen in Genf (kurz: ETO-Konsortium). Das Konsortium setzt sich aus rund 80 Vertretern von Menschenrechtsorganisationen und der Wissenschaft zusammen, darunter u. a. Amnesty International, Brot für die Welt, Human Rights Watch, die Internationale Juristenkommission (ICJ), Misereor, Oxfam GB und die Universität Maastricht. Das Konsortium setzt sich für die völkerrechtliche Anerkennung und Umsetzung umfassender extraterritorialer Achtungs-, Schutz und Gewährleistungspflichten von Staaten im Bereich Menschenrechte ein. Im Zeitalter der Globalisierung sei die „Schaffung eines normativen Rahmens für extraterritoriale Menschenrechtsverpflichtungen“ ein zentraler Schritt, um weiterhin die Universalität der Menschenrechte zu gewährleisten.
2011 wurden aus dem Konsortium heraus die Maastrichter Prinzipien zu den extraterritorialen Staatenpflichten im Bereich der wirtschaftlichen, sozialen und kulturellen Rechte erarbeitet und verabschiedet. Die Prinzipien sehen grenzüberschreitende staatliche Verantwortung dort, wo Staaten durch ihr Handeln oder Unterlassen die Möglichkeit haben, die Einhaltung von Menschenrechten zu gewährleisten bzw. Menschenrechtsverletzungen präventiv zu verhindern oder zu beenden. Die Maastrichter Prinzipien fassen damit zusammen, was der UN-Ausschuss für wirtschaftliche, soziale und kulturelle Rechte in zahlreichen seiner sog. Allgemeinen Bemerkungen (General Comments) bereits gefordert hat. Der normative Rahmen, den die Prinzipien darstellen, ist also nicht neu, sondern hergeleitet aus bestehenden Menschenrechtsnormen. Die Prinzipien wurden von 40 Personen verabschiedet, darunter Völkerrechtler und aktuelle wie ehemalige UN-Sonderberichterstatter.

## Situation in Deutschland
Die Position der Bundesrepublik Deutschland in der Anerkennung von extraterritorialen Staatenpflichten ist nicht eindeutig. Deutsche Menschenrechtsorganisationen fordern daher seit Jahren eine politische Debatte zur extraterritorialen Verantwortung Deutschlands und eine rechtlich verbindliche Anerkennung extraterritorialer Staatenpflichten für die Bereiche, wo Deutschland Einfluss auf die Verwirklichung der Menschenrechte nehmen kann.
Im Bereich Wirtschaft und Menschenrechte versucht die Bundesregierung im Rahmen der Umsetzung der VN-Leitprinzipien Unternehmen zur Achtung der Menschenrechte im Ausland anzuhalten. 2016 hat sie dafür den Nationalen Aktionsplan Wirtschaft und Menschenrechte verabschiedet. Zivilgesellschaftliche Organisationen fordern dabei gemäß den VN-Leitprinzipien nicht die Staatenpflichten und Beschwerdemöglichkeiten zu vergessen, damit der Nationale Aktionsplan Wirtschaft und Menschenrechte über freiwillige CSR-Maßnahmen der Unternehmen hinausgeht. Mit der Initiative Lieferkettengesetz fordert ein Zusammenschluss verschiedener zivilgesellschaftlicher Organisationen die Einführung eines verbindlichen Lieferkettengesetzes, welches Unternehmen zur Einhaltung menschenrechtlicher Standards auch im Ausland entlang der gesamten Lieferkette verpflichtet. Eine ähnliche Entwicklung hin zu extraterritorialen Staatenpflichten und verbindlichen Sorgfaltspflichten für Unternehmen gibt es auch in anderen europäischen Staaten. In Frankreich wird im Januar 2015 ein entsprechender Gesetzesvorschlag diskutiert, in Dänemark wurde eine parlamentarische Arbeitsgruppe eingesetzt. Die Schweiz hat Berichte zur Einführung verbindlicher Sorgfaltspflichten erstellen lassen. Die Konzernverantwortungsinitiative fordert darüber hinaus die Einführung eines Gesetzes, welches Konzerne in die Verantwortung zur Einhaltung von Menschenrechts- und Umweltstandards auch im Ausland verpflichtet.
Das deutsche Bundesministerium für wirtschaftliche Zusammenarbeit und Entwicklung erkennt bereits an, dass für die Bundesrepublik Menschenrechte „nicht nur auf ihrem eigenen Territorium, sondern auch im Rahmen ihres Handelns in Internationalen Organisationen und im Ausland“ gelten und wendet bereits in seiner Entwicklungszusammenarbeit ein entsprechendes Menschenrechtskonzept an. Auch ein Beschwerdemechanismus für Personen, die von Menschenrechtsverletzungen betroffen sind, wird derzeit geplant. Das Menschenrechtskonzept geht auch auf die extraterritoriale Staatenpflicht im Rahmen von Auslandseinsätzen der Bundeswehr ein. Eine umfassende Anerkennung extraterritorialer Staatenpflichten durch die Bundesregierung ist jedoch nicht absehbar.